# Anyphaena hespar
Espèce
Anyphaena hespar est une espèce d'araignées aranéomorphes de la famille des Anyphaenidae.

## Distribution
Cette espèce se rencontre aux États-Unis en Arizona et au Mexique au Chihuahua,,,.

## Description
Le mâle holotype mesure 3,13 mm et la femelle paratype 3,06 mm.

## Publication originale
- Platnick, 1974 : The spider family Anyphaenidae in America north of Mexico. Bulletin of the Museum of Comparative Zoology, vol. 146, no 4, p. 205-266 (texte intégral).